# Wereldkampioenschappen zwemmen 2011 – 400 meter vrije slag mannen
De 400 meter vrije slag mannen op de wereldkampioenschappen zwemmen 2011 vond plaats op 24 juli 2011, series en finale. Omdat het zwembad waarin de wedstrijd gehouden werd 50 meter lang is, bestond de race uit acht baantjes. Na afloop van de series kwalificeerden de snelste acht uit de series zich voor de finale. Regerend wereldkampioen was Paul Biedermann uit Duitsland.

## Podium
| Goud          | Goud | Zilver   | Zilver | Brons           | Brons |
| ------------- | ---- | -------- | ------ | --------------- | ----- |
| Park Tae-Hwan | KOR  | Sun Yang | CHN    | Paul Biedermann | GER   |

## Records
Voorafgaand aan het toernooi waren dit het wereldrecord en het kampioenschapsrecord
| Wereld en Kampioenschapsrecord | Paul Biedermann | 3.40,06 | Rome | 26 juli 2009 |

## Uitslagen

### Series
| Rang | Serie | Baan | Naam                      | Land                | Tijd    | Bijz. |
| ---- | ----- | ---- | ------------------------- | ------------------- | ------- | ----- |
| 1    | 7     | 4    | Sun Yang                  | China               | 3.44,87 | Q     |
| 2    | 5     | 3    | Peter Vanderkaay          | Verenigde Staten    | 3.45,02 | Q     |
| 3    | 5     | 5    | Paul Biedermann           | Duitsland           | 3.45,18 | Q     |
| 4    | 6     | 5    | Oussama Mellouli          | Tunesië             | 3.45,90 | Q     |
| 5    | 6     | 6    | Sébastien Rouault         | Frankrijk           | 3.46,20 | Q     |
| 6    | 5     | 4    | Yannick Agnel             | Frankrijk           | 3.46,72 | Q     |
| 7    | 6     | 4    | Park Tae-Hwan             | Zuid-Korea          | 3.46,74 | Q     |
| 8    | 6     | 3    | Ryan Cochrane             | Canada              | 3.46,88 | Q     |
| 9    | 7     | 6    | Samuel Pizzetti           | Italië              | 3.47,12 |       |
| 10   | 6     | 2    | Gergő Kis                 | Hongarije           | 3.47,26 |       |
| 11   | 6     | 1    | Dai Jun                   | China               | 3.47,58 |       |
| 12   | 7     | 1    | Mads Glæsner              | Denemarken          | 3.48,41 |       |
| 13   | 7     | 5    | Ryan Napoleon             | Australië           | 3.48,54 |       |
| 14   | 5     | 6    | Charles Houchin           | Verenigde Staten    | 3.48,80 |       |
| 15   | 5     | 1    | David Carry               | Verenigd Koninkrijk | 3.48,89 |       |
| 16   | 5     | 8    | Heerden Herman            | Zuid-Afrika         | 3.49,55 |       |
| 17   | 7     | 8    | Sho Uchida                | Japan               | 3.49,70 |       |
| 18   | 7     | 7    | Robbie Renwick            | Verenigd Koninkrijk | 3.49,91 |       |
| 19   | 7     | 3    | Thomas Fraser-Holmes      | Australië           | 3.50,71 |       |
| 20   | 4     | 2    | Juan Martin Pereyra       | Argentinië          | 3.51,03 |       |
| 21   | 7     | 2    | Clemens Rapp              | Duitsland           | 3.51,07 |       |
| 22   | 5     | 7    | Dominik Meichtry          | Zwitserland         | 3.51,32 |       |
| 23   | 4     | 1    | Cristian Quintero         | Venezuela           | 3.52,73 |       |
| 24   | 5     | 2    | Nikita Lobintsev          | Rusland             | 3.53,52 |       |
| 25   | 4     | 5    | David Brandl              | Oostenrijk          | 3.54,73 |       |
| 26   | 4     | 3    | Velimir Stjepanović       | Servië              | 3.54,87 |       |
| 27   | 6     | 8    | Sergij Frolov             | Oekraïne            | 3.55,01 |       |
| 28   | 3     | 3    | Mohamed Farhoud           | Egypte              | 3.55,32 |       |
| 29   | 4     | 7    | Mateo de Angulo           | Colombia            | 3.55,92 |       |
| 30   | 4     | 4    | Dylan Dunlop-Barrett      | Nieuw-Zeeland       | 3.56,04 |       |
| 31   | 4     | 6    | Mateusz Sawrymowicz       | Polen               | 3.56,22 |       |
| 32   | 4     | 8    | Paul Martinez             | Puerto Rico         | 3.58,35 |       |
| 33   | 3     | 2    | Sobitjon Amilov           | Oezbekistan         | 3.59,01 |       |
| 34   | 3     | 6    | Mario Montoya             | Costa Rica          | 4.00,88 |       |
| 35   | 3     | 5    | Sebastian Jahnsen         | Peru                | 4.00,93 |       |
| 36   | 3     | 4    | Irakli Revishvili         | Georgië             | 4.02,97 |       |
| 37   | 3     | 7    | Pavol Jelenak             | Slowakije           | 4.03,82 |       |
| 38   | 3     | 8    | Emanuele Nicolini         | San Marino          | 4.04,38 |       |
| 39   | 2     | 4    | Allan Gutierrez           | Honduras            | 4.06,56 |       |
| 40   | 3     | 1    | Nicholas Schwab           | Dominica            | 4.08,40 |       |
| 40   | 6     | 7    | Ahmed Mathlouthi          | Tunesië             | 4.08,40 |       |
| 42   | 2     | 3    | Mattew Abeysinghe         | Suriname            | 4.09,45 |       |
| 43   | 2     | 5    | Iacovos Hadjiconstantinou | Cyprus              | 4.13,53 |       |
| 44   | 2     | 6    | Gebrel Ahmed              | Palestina           | 4.18,40 |       |
| 45   | 2     | 7    | Douglas Miller            | Fiji                | 4.20,74 |       |
| 46   | 2     | 2    | Heimanu Sichan            | Tahiti              | 4.21,24 |       |
| 47   | 1     | 4    | Anderson Lim              | Brunei              | 4.34,95 |       |
| 48   | 1     | 5    | Ryan Govinden             | Seychellen          | 4.55,10 |       |
| 49   | 1     | 3    | Chamraen Youri Maximov    | Kameroen            | 4.55,35 |       |

### Finale
| Rang   | Naam              | Land             | Tijd    | Baan | Bijz. |
| ------ | ----------------- | ---------------- | ------- | ---- | ----- |
| Goud   | Park Tae-Hwan     | Zuid-Korea       | 3.42,04 | 1    |       |
| Zilver | Sun Yang          | China            | 3.43,24 | 4    |       |
| Brons  | Paul Biedermann   | Duitsland        | 3.44,14 | 3    |       |
| 4      | Peter Vanderkaay  | Verenigde Staten | 3.44,83 | 5    |       |
| 5      | Ryan Cochrane     | Canada           | 3.45,17 | 8    |       |
| 6      | Yannick Agnel     | Frankrijk        | 3.45,24 | 7    |       |
| 7      | Oussama Mellouli  | Tunesië          | 3.45,31 | 6    |       |
| 8      | Sébastien Rouault | Frankrijk        | 3.47,66 | 2    |       |